# Sawyer (Dacota do Norte)
Sawyer é uma cidade localizada no estado norte-americano de Dacota do Norte, no Condado de Ward.

## Demografia
Segundo o censo norte-americano de 2000, a sua população era de 377 habitantes.
Em 2006, foi estimada uma população de 342, um decréscimo de 35 (-9.3%).

## Geografia
De acordo com o United States Census Bureau tem uma área de
1,2 km², dos quais 1,2 km² cobertos por terra e 0,0 km² cobertos por água.

## Localidades na vizinhança
O diagrama seguinte representa as localidades num raio de 28 km ao redor de Sawyer.